# Campeonato Europeu de Atletismo em Pista Coberta de 2017 - 1500 m feminino
A prova dos 1500 metros feminino do Campeonato Europeu de Atletismo em Pista Coberta de 2017 foi disputada entre os dias 3 e 4 de março de 2017 na Arena Kombank em Belgrado,  na Sérvia. 

## Recordes
Antes desta competição, os recordes mundiais e do campeonato nesta prova eram os seguintes:
|                       | Nome           | Nacionalidade | Tempo     | Local     | Data                   |
| --------------------- | -------------- | ------------- | --------- | --------- | ---------------------- |
| Recorde mundial       | Genzebe Dibaba | Etiópia       | 3m 55s 17 | Karlsruhe | 1 de fevereiro de 2014 |
| Recorde do campeonato | Doina Melinte  | Roménia       | 4m 02s 54 | Pireu     | 3 de março de 1985     |
| Recorde europeu       | Abeba Aregawi  | Suécia        | 3m 57s 91 | Estocolmo | 6 de fevereiro de 2014 |

Os seguintes recordes foram estabelecidos durante esta competição: 
| Data       | Evento | Atleta     | Nacionalidade | Tempo     | Notas                 |
| ---------- | ------ | ---------- | ------------- | --------- | --------------------- |
| 4 de março | Final  | Laura Muir | Reino Unido   | 4m 02s 39 | Recorde do campeonato |

## Medalhistas
| Ouro             | Prata                         | Bronze              |
| Laura Muir (GBR) | Konstanze Klosterhalfen (GER) | Sofia Ennaoui (POL) |

## Cronograma
Todos os horários são locais (UTC+2).
| Data       | Hora  | Evento  |
| ---------- | ----- | ------- |
| 3 de março | 17:05 | Bateria |
| 4 de março | 19:45 | Final   |

## Resultados

### Bateria
Qualificação: 2 atletas de cada bateria  (Q) mais os 3 melhores qualificados (q). 
| Posição | Bateria | Atleta                  | Nacionalidade | Tempo   | Notas           |
| ------- | ------- | ----------------------- | ------------- | ------- | --------------- |
| 1       | 1       | Laura Muir              | Reino Unido   | 4:10.28 | Q               |
| 2       | 1       | Amela Terzić            | Sérvia        | 4:10.35 | Q,              |
| 3       | 1       | Konstanze Klosterhalfen | Alemanha      | 4:10.37 | q               |
| 4       | 3       | Sofia Ennaoui           | Polónia       | 4:11.91 | Q               |
| 5       | 2       | Meraf Bahta             | Suécia        | 4:12.39 | Q               |
| 6       | 2       | Sarah McDonald          | Reino Unido   | 4:12.50 | Q               |
| 7       | 2       | Daryia Barysevich       | Bielorrússia  | 4:12.52 | q,              |
| 8       | 2       | Ciara Mageean           | Irlanda       | 4:12.81 | q               |
| 9       | 3       | Luiza Gega              | Albânia       | 4:13.40 | Q               |
| 10      | 3       | Simona Vrzalová         | Chéquia       | 4:14.31 |                 |
| 11      | 2       | Olena Sidorska          | Ucrânia       | 4:14.95 | Recorde pessoal |
| 12      | 1       | Katarzyna Broniatowska  | Polónia       | 4:15.02 |                 |
| 13      | 3       | Solange Andreia Pereira | Espanha       | 4:15.09 |                 |
| 14      | 3       | Linn Nilsson            | Suécia        | 4:15.25 |                 |
| 15      | 2       | Meryem Akdağ            | Turquia       | 4:16.08 |                 |
| 16      | 1       | Claudia Bobocea         | Roménia       | 4:16.98 |                 |
| 17      | 1       | Özlem Kaya              | Turquia       | 4:20.37 |                 |
| 18      | 3       | Kerry O'Flaherty        | Irlanda       | 4:23.82 |                 |
| 19      | 1       | Natalia Evangelidou     | Chipre        | 4:24.61 |                 |

### Final
A final aconteceu às 19:15 no dia 4 de março de 2017. 
| Posição           | Atleta                  | Nacionalidade | Tempo   | Notas                 |
| ----------------- | ----------------------- | ------------- | ------- | --------------------- |
| Medalha de ouro   | Laura Muir              | Reino Unido   | 4:02.39 | Recorde do campeonato |
| Medalha de prata  | Konstanze Klosterhalfen | Alemanha      | 4:04.45 | Recorde pessoal       |
| Medalha de bronze | Sofia Ennaoui           | Polónia       | 4:06.59 |                       |
| 4                 | Meraf Bahta             | Suécia        | 4:07.90 |                       |
| 5                 | Luiza Gega              | Albânia       | 4:11.64 |                       |
| 6                 | Sarah McDonald          | Reino Unido   | 4:13.67 |                       |
| 7                 | Daryia Barysevich       | Bielorrússia  | 4:13.81 |                       |
| 8                 | Amela Terzić            | Sérvia        | 4:25.15 |                       |
| 09 !              | Ciara Mageean           | Irlanda       | DNF     |                       |

Legenda
| Recorde mundial       | Recorde mundial (World record)               |                       | Recorde africano                      | Recorde africano (African) |                                           | Q | Classificado por posição (Qualified) |
| Recorde do campeonato | Recorde do campeonato (Championship record)  | Recorde da América    | Recorde da América (Americas)         | q                          | Classificado por melhor tempo (Qualified) |   |                                      |
| Melhor marca do ano   | Melhor marca do ano (World leading)          | Recorde asiático      | Recorde asiático (Asian)              | DNS                        | Não largou (Did not start)                |   |                                      |
| Recorde nacional      | Recorde nacional (National record)           | Recorde europeu       | Recorde europeu (European)            | DNF                        | Não terminou (Did not finish)             |   |                                      |
| Recorde pessoal       | Recorde pessoal do atleta (Personal best)    | Recorde da Oceania    | Recorde da Oceania (Oceania)          | DSQ / DQ                   | Desclassificado (Disqualified)            |   |                                      |
| Recorde da temporada  | Recorde da temporada do atleta (Season best) | Recorde sul-americano | Recorde sul-americano (South America) | NM                         | Sem marca (No mark)                       |   |                                      |